# تكساس رينجرز
تكساس رينجرز هو فريق كرة قاعدة محترف [الإنجليزية] أمريكي مقره في أرلينغتون، تكساس، يقع في دالاس فورت ورث متروبليكس. ينافس تكساس رينجرز حاليا في دوري كرة القاعدة الرئيسي كعضو في الدوري الأمريكي (AL) القسم الغربي. منذ عام 1994، لعب تكساس رينجرز في جلوب لايف بارك في أرلينغتون [الإنجليزية] في أرلينغتون، تكساس. اسم الفريق مستعار من وكالة إنفاذ القانون الشهيرة [الإنجليزية] التي تحمل الاسم نفسه.